# Orthometopon ferrarai
Orthometopon ferrarai là một loài chân đều trong họ Trachelipodidae. Loài này được Schmalfuss miêu tả khoa học năm 1983.